# Sainte-Alvère
Sainte-Alvère korábbi község Franciaországban, Dordogne megyében. Lakosainak száma 799 fő (2018. január 1.). Sainte-Alvère Saint-Laurent-des-Bâtons községgel határos.
2016. január 1-jén Saint-Laurent-des-Bâtons korábbi községgel egyesült és az így létrejött Sainte-Alvère-Saint-Laurent Les Bâtons község része lett.

## Népesség
A település népessége az elmúlt években az alábbi módon változott:
| Lakosok száma | 827  | 798  | 745  | 756  | 780  | 891  | 847  | 1650 | 791  | 799  |
|               | 1962 | 1968 | 1975 | 1990 | 1999 | 2008 | 2013 | 2016 | 2017 | 2018 |